# 国立慶州博物館
国立慶州博物館（こくりつきょんじゅはくぶつかん、朝: 국립경주박물관、國立慶州博物館）は、大韓民国慶尚北道慶州市にある文化体育観光部傘下の国立歴史博物館。主に慶州に首府が置かれていた新羅時代の文物を中心に所蔵・展示している。
博物館は慶州歴史地域の東宮及び雁鴨池近傍に建設されている。

## 沿革
1945年10月に朝鮮総督府から業務を引き継いだ「朝鮮総督府博物館慶州別館」（慶州市東部洞にあった）が国立博物館慶州別館として改組。12月には在朝鮮アメリカ陸軍司令部軍政庁によって日本人が所蔵していた文化財が没収され所蔵となった。
1950年6月、朝鮮戦争勃発と共に博物館は閉鎖。保護のため釜山に移送された所蔵品は1951年6月の再開時には戻ってこなかった。1961年、新館開業。
1975年7月に場所も東部洞から半月城南部へ移転し、仏塔をモチーフにした建築家李喜泰（イ・ヒテ）の設計で開業（これをこの博物館の開業とする場合もある）。翌月に国立博物館慶州別館から国立慶州博物館に改称。その後、金壽根（キム・スグン）設計による第二別館月池館が開業。続いて、2002年に新羅美術品展示目的の新羅美術館が開業。

## 展示
常設展示は、新羅歴史館、新羅美術館、月池館、屋外展示の4箇所。
特別展示館にて随時特別展示が行われている。
- 新羅歴史館：新羅に関する文化財を展示。
- 新羅美術館：仏教美術、皇龍寺に関する文物、「菊隠」李養璿博士のコレクションを展示。
- 月池館：雁鴨池近辺で発掘された文化財を展示。
- 屋外展示：韓国国宝の聖徳大王神鐘や、高仙寺址三層石塔をはじめとした展示。

## 交通
- 韓国鉄道公社KTX・慶州駅、高速バスターミナルからバス